# Грустный понедельник
Грустный понедельник (англ. Blue Monday) — название для обозначения «наиболее депрессивного дня года», который обычно приходится на третий понедельник января. Термин Blue Monday (давящий, печальный понедельник) введён британским психологом Клифом Арналлом (Cliff Arnall) в 2005 году. Арналл определил эту дату с помощью математической формулы, которая содержит метеорологические данные (короткий день, низкий уровень солнечной энергии), психологические данные (сознание несоблюдения новогодних обещаний самому себе) и экономические (время, прошедшее от католического Рождества подходит к срокам оплаты кредитов, взятых на праздничные покупки).
Данная идея считается псевдонаучной.

## Вычисления
Состояние психического здоровья представляет следующая формула:
{\displaystyle {\frac {[W+(D-d)]\times T^{Q}}{M\times N_{a}}}}
где:
- W — погода (англ. Weather)
- D — долг, дебет (англ. Debt)
- d — заработная плата
- T — время от Рождества (англ. Time)
- Q — невыполнение новогодних обещаний самому себе
- M — низкий уровень мотивации (англ. Motivational)
- N a — ощущение необходимости действовать (англ. A need to take action)

По словам Арнелла, он вывел эту формулу по заказу туристической компании.

## Даты
«Грустные понедельники», на основании исследований Арналла, приходятся на:
- 24 января 2022
- 23 января 2023
- 15 января 2024
- 20 января 2025

## Самый счастливый день
Арналл определил также самый счастливый день в году — третья пятница июня.